# Franz Josef Tobisch
Franz Josef Tobisch (* 6. Dezember 1788 in  Meseritz bei Kaaden in Böhmen; † 22. Mai 1880 in Deutsch Trebetitsch bei Podersam in Böhmen) war Gutsbesitzer, Landwirt und Vorkämpfer der Bauernbefreiung.

## Leben

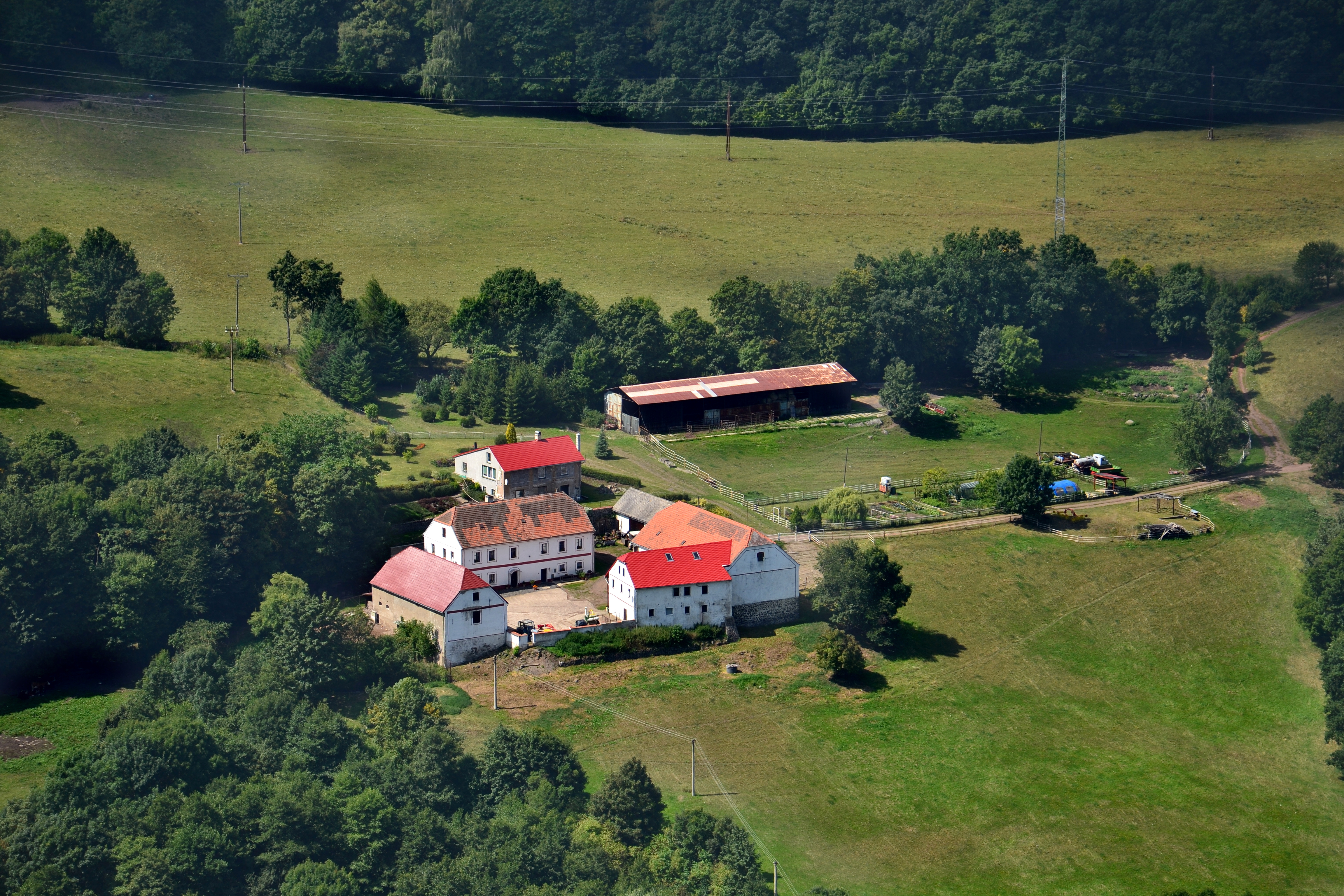
Gut Meseritz bei Kaaden, bis 1822 im Besitz von Franz Josef Tobisch

Tobisch wurde 1788 als Sohn des Bauern Johann Josef Tobisch (1750–1798) und der Maria Theresia geb. Viereckl (1765–1823) geboren. Der Jurist und k.k. Hofrat Eduard Tobisch (1840–1927) und der Bergbauingenieur Vincenz Tobisch (1835–1891) waren seine Neffen, der katholische Geistliche Franz Wenzel Tobisch (1788–1873) in Teplitz, der kgl. preußische Professor Johann Karl Tobisch (1793–1855) und der kgl. preußische Professor Vincenz Eugen Tobisch (1800–1852) waren seine Vettern.

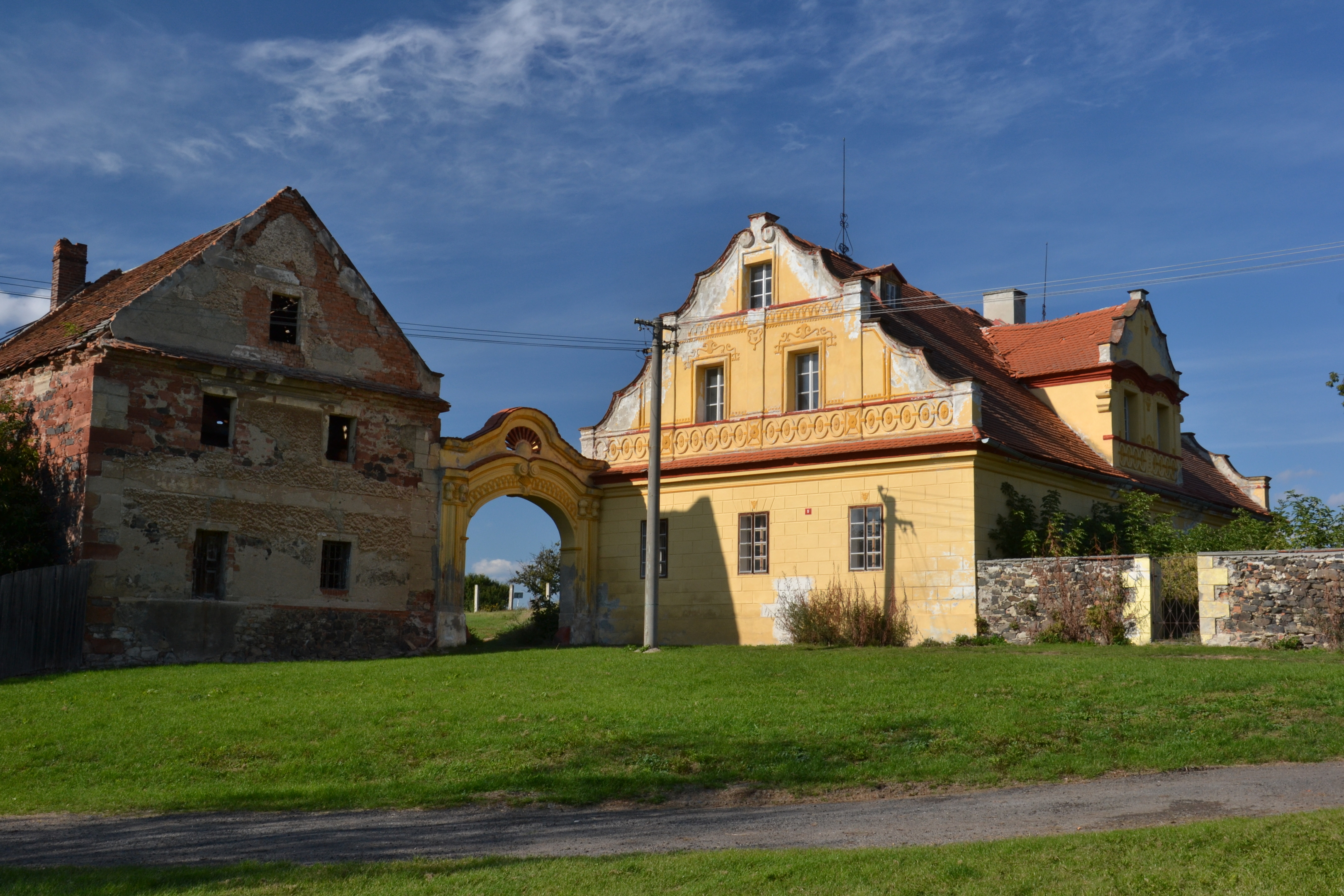
Herrenhaus der Familie Tobisch in Deutsch Trebetitsch, erbaut um 1815 von Franz Josef Tobisch

Franz Josef Tobisch wuchs mit fünf Geschwistern auf dem elterlichen Gut Meseritz auf, das er, nach dem frühen Tod des Vaters, übernahm. Ab 1815 verpachtete er dieses an seinen jüngeren Bruder Franz Wenzl Tobisch. 1822 veräußerte er das Gut für 4000 fl. an seinen Schwager Franz Anton Bernt. 1814 ehelichte Tobisch die Bauerntochter Maria Anna Johanna Goppold und übernahm den großen landwirtschaftlichen Hof der Schwiegereltern in der Gemeinde Deutsch Trebetitsch bei Podersam. Der Ehe entstammten vier Söhne, von denen nur der jüngste, Wenzl Tobisch (1819–1854), das Erwachsenenalter erreichte. 
Die Gemeinde Deutsch Trebetitsch unterstand der Grundherrschaft der Grafen Czernin, genoss aber schon seit dem 15. Jahrhundert gewisse Freiheiten, die vom damaligen Grundherrn, Heinrich von Duba, festgehalten wurden. In den nachfolgenden Jahrhunderten versuchten die wechselnden Grundherrn diese Privilegien immer wieder zu untergraben und neue Abgaben und Leistungen einzufordern, stießen aber auf den Widerstand der Einwohner.  
Im Jahre 1775 ließ der damalige Grundherr, Graf Czernin, die 1738 beschlossenen Zugeständnisse gegenüber den der Herrschaft unterstehenden Grundbesitzern widerrufen. Die Unruhen in den Gemeinden Deutsch Trebetitsch und Groß Witschitz wurden damals durch Prügelstrafen niedergeschlagen. 
Gegen diese Ungerechtigkeit klagte Tobisch in den Jahren 1831 und 1832 bei der k.k. Hofkanzlei. Er war der vermögendste Einwohner der Gemeinde und war in der Lage, 400 Kurantmark für die Klage aufzubringen. Durch Dekret der k.k. Hofkanzlei vom 13. Dezember 1832 wurde er von der Robotpflicht befreit. Damit war er der erste Bauer in Böhmen, der sich aus eigener Kraft von der Bürde der grundherrlichen Dienstbarkeit befreien konnte. Erst durch weitere Klagen seitens Tobisch wurden weitere Bauern der Gemeinde von der Robotpflicht befreit. In der Folgezeit folgten einige Grundbesitzer seinem Beispiel und gingen juristisch gegen die Ausbeutung der Landbevölkerung vor. Erst 1848 kam es durch das Grundentlastungspatent zur endgültigen Aufhebung der grundherrlichen Verpflichtungen der Bauern und Grundbesitzer.
Aus Dankbarkeit ließ die Gemeinde Deutsch Trebetitsch ein kleines Denkmal in Erinnerung an Franz Josef Tobisch errichten.